# Holmium
Holmium ist ein chemisches Element mit dem Elementsymbol Ho und der Ordnungszahl 67. Im Periodensystem steht es in der Gruppe der Lanthanoide und zählt damit auch zu den Metallen der Seltenen Erden. Holmium ist ein graues, weiches und duktiles Metall, welches relativ korrosionsbeständig ist. Holmium wurde bereits 1878 entdeckt, reines Holmium wurde jedoch erst 1939 isoliert. Es findet sich in den Mineralen Gadolinit und Monazit. Holmium ist nur wenig toxisch, eine biologische Funktion ist jedoch nicht bekannt. Es gibt nur wenige Verwendungen von Holmium.

## Geschichte
1878 entdeckten die Schweizer Chemiker Marc Delafontaine und Jacques-Louis Soret durch spektroskopische Analysen, dass das 1843 von Carl Gustav Mosander entdeckte Erbiumoxid ein weiteres Element enthalten muss, das sie vorläufig X nannten. Unabhängig davon untersuchte der schwedische Chemiker Per Teodor Cleve ebenfalls Erbiumoxid und fand bei spektroskopischen Untersuchungen von Erbiumsalzlösungen, dass diese aus drei Elementen bestehen müssen. Die beiden neben Erbium identifizierten Elemente nannte er Thulium nach einer alten Bezeichnung von Skandinavien und Holmium nach der schwedischen Hauptstadt Stockholm. Kurze Zeit später erkannte er, dass Holmium und das von Soret entdeckte X identisch sind.
In der Folge versuchten Cleve und andere, durch fraktionierte Kristallisation reines Holmiumoxid darzustellen, scheiterten aber immer wieder. Während dieser Versuche konnte der französische Chemiker Paul Émile Lecoq de Boisbaudran 1866 zeigen, dass im Holmiumoxid ein weiteres Element enthalten ist, das er Dysprosium nannte. Die Gewinnung von reinem Holmiumoxid gelang 1911 dem schwedischen Chemiker Otto Holmberg aus 29 kg Euxenit als Ausgangsstoff. Er kombinierte dabei die fraktionierte Kristallisation verschiedener Salze, unter anderem von Oxalaten, m-Nitrobenzolsulfonaten und Nitraten miteinander, bis er alle anderen Elemente abgetrennt hatte. Schließlich konnte er die Atommasse des neuen Elements bestimmen.
Metallisch reines Holmium wurde erstmals 1939 hergestellt.

## Vorkommen
In natürlichen Vorkommen tritt Holmium nur in Verbindungen auf. Bekannte holmiumhaltige Minerale sind:
- Gadolinit
- Monazit (Ce,La,Th,Nd,Y)PO4

## Gewinnung und Darstellung
Nach einer aufwändigen Abtrennung der anderen Holmiumbegleiter wird das Oxid mit Fluorwasserstoff zum Holmiumfluorid umgesetzt. Anschließend wird mit Calcium unter Bildung von Calciumfluorid zum metallischen Holmium reduziert. Die verbleibenden Calciumreste und Verunreinigungen werden in einer zusätzlichen Umschmelzung im Vakuum abgetrennt.

## Eigenschaften

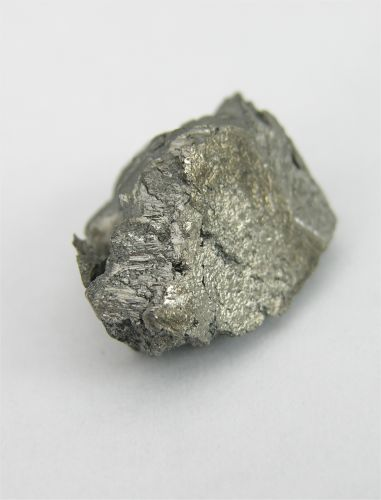
Holmium

Das silberweiß glänzende Metall der Seltenen Erden ist weich und schmiedbar.
Holmium weist besondere magnetische Eigenschaften auf. In seinen ferromagnetischen Eigenschaften ist es dem Eisen weit überlegen. Holmium besitzt zusammen mit Dysprosium das höchste magnetische Moment (10,6 μB) aller natürlich vorkommenden chemischen Elemente. Mit Yttrium bildet es magnetische Verbindungen.
In trockener Luft ist Holmium relativ beständig, in feuchter oder warmer Luft läuft es unter Bildung einer gelblichen Oxidschicht schnell an. Bei Temperaturen oberhalb von 150 °C verbrennt es zum Sesquioxid Ho2O3. Mit Wasser reagiert es unter Wasserstoffentwicklung zum Hydroxid. In Mineralsäuren löst es sich unter Bildung von Wasserstoff auf.
In seinen Verbindungen liegt es in der Oxidationszahl +3 vor, die Ho3+-Kationen bilden in Wasser gelbe Lösungen.
Unter besonderen reduktiven Bedingungen kann bei den Chloriden auch die Oxidationszahl +2 realisiert werden, z. B. im Holmium(II,III)chlorid Ho5Cl11, allerdings existiert das reine Holmium(II)chlorid nicht.

## Verwendung
Wegen seiner hervorragenden magnetischen Eigenschaften verwendet man Polschuhe aus Holmium für Hochleistungsmagnete zur Erzeugung stärkster Magnetfelder.
Weitere Anwendungen:
- Magnetblasenspeicher unter Verwendung von Dünnschichtlegierungen aus Holmium-Eisen, Holmium-Nickel und Holmium-Cobalt.
- Steuerstäbe in Brutreaktoren.
- Dotierung von Yttrium-Eisen-Granat (YIG), Yttrium-Aluminium-Granat (YAG) und Yttrium-Lithium-Fluorid (YLF) für Festkörperlaser (Holmium-Laser mit einer Emissionswellenlänge von 2,1 µm[19]) und Mikrowellenbauteile in der Medizintechnik.
- Holmiumoxid zur Erzeugung von gelbem Glas u. a. wegen seiner scharfen Absorptionsbanden für Kalibrierfunktionen für Photometer.[20]

## Biologischer Bedeutung
Holmium hat keine bekannte biologische Funktion.

## Sicherheitshinweise
Holmium und Holmiumverbindungen sind als wenig toxisch zu betrachten. Metallstäube sind feuer- und explosionsgefährlich.

## Verbindungen
- Holmium(III)-oxid Ho2O3
- Holmium(III)-fluorid HoF3
- Holmium(III)-chlorid HoCl3
- Holmium(III)-bromid HoBr3
- Holmium(III)-iodid HoI3
- Holmium(III)-sulfat Ho2(SO4)3 · 8 H2O: bei Tageslicht gelbe, bei Kunstlicht (Leuchtstofflampe) rosafarbene Kristalle.
- Holmium(III)-perchlorat Ho(ClO4)3: Als Standard-Lösung zum Kalibrieren vom Spektrometern